# Tiwali Mińsk
HK Tiwali Mińsk (ros. ХК Тивали Минск) – białoruski klub hokejowy z siedzibą w Mińsku.

## Historia
Protoplastą klubu jest założony w 1946 Torpedo Mińsk. W czasie istnienia Związku Radzieckiego przechodził kilka zmian nazw. Ostatecznie istniał do upadku ZSRR jako Dynama Mińsk. Po uzyskaniu niepodległości przez Białoruś, klub przemianowano na Tiwali Mińsk. W tym czasie drużyna zdobyła czterokrotnie mistrzostwo kraju (jedynie Junost' Mińsk jest bardziej utytułowanym klubem w kraju).
W międzyczasie zespół Tiwali uczestniczył także w rozgrywkach Międzynarodowej Hokejowej Ligi (MHL) i Wschodnioeuropejskiej Ligi Hokejowej. W 2000 drużyna zdobyła czwarte i ostatnie w dorobku mistrzostwo Białorusi. W 2001 klub zbankrutował. W 2004 został przywrócony do życia ponownie jako Dynama Mińsk. Od 2008 występuje w międzynarodowych rozgrywkach Kontinientalnaja Chokkiejnaja Liga.

## Sukcesy
- Złoty medal mistrzostw Białorusi (4 razy): 1993, 1994, 1995, 2000
- Srebrny medal mistrzostw Białorusi (2 razy): 1996, 1997
- Brązowy medal mistrzostw Białorusi (1 raz): 1998

## Szkoleniowcy
Trenerami w klubie byli Andriej Sidorienko (1992–1996, w tym czasie jednocześnie selekcjoner reprezentacji reprezentacji Białorusi, następnie także szkoleniowiec Unii Oświęcim i Reprezentacja Polski) oraz Władimir Siemionow (1996–2000).